# ان‌جی‌سی ۴۸۸۹
ان‌جی‌سی ۴۸۸۹ (انگلیسی: NGC 4889) یک کهکشان بیضوی ابرغول E4 است.  در سال ۱۷۸۵ توسط اخترشناس بریتانیایی فردریک ویلیام هرشل اول کشف شد که آن را به عنوان یک لکه درخشان و سحابی فهرست کرد. درخشان‌ترین کهکشان در صورت فلکی گیسو، در فاصله متوسط ۹۴ میلیون پارسک (۳۰۸ میلیون سال نوری) از زمین قرار دارد. در هسته کهکشان یک سیاهچاله فوق‌العاده قرار دارد که محیط درون خوشه‌ای را از طریق اصطکاک ناشی از ورود گازها و غبار گرم می‌کند. پرتو گاما از کهکشان تا چندین میلیون سال نوری از خوشه منفجر می‌شود.